# Гэлбрейт, Томас, 2-й барон Стратклайд
Томас Гэллоуэй Данлоп дю Руа де Блики Гэлбрейт, 2-й барон Стратклайд (англ. Thomas Galloway Dunlop du Roy de Blicquy Galbraith, 2nd Baron Strathclyde; род. 22 февраля 1960, Глазго) — британский политик, член Консервативной партии.

## Биография
Родился в 1960 году в аристократической семье с частично бельгийскими корнями, в 1985 году после смерти своего деда Томаса Гэлбрейта, 1-го барона Стратклайда, занял его место в Палате лордов. В 1992 году женился на Джейн Скиннер, у них появились три дочери. Семья владеет особняком в Вестминстере стоимостью 3 млн фунтов стерлингов и фамильным имением в Мохлине (Шотландия). Некоторое время работал страховым брокером в Lloyd’s. В ходе реформы 1999 года стал одним из 90 наследственных пэров, которым было позволено остаться в Палате, также занимал ряд правительственных должностей во времена консервативных премьер-министров Маргарет Тэтчер и Джона Мэйджора. Лорд Стрэтклайд — личный друг Дэвида Кэмерона и британской королевской семьи.
В 1982 году окончил университет Восточной Англии со степенью бакалавра искусств в области живых языков и европейских исследований.
В 1998 году стал консервативным лидером оппозиции в Палате лордов.
По итогам парламентских выборов 6 мая 2010 года Консервативная партия добилась относительного большинства, и 11 мая 2010 года Дэвид Кэмерон сформировал коалиционное правительство с участием либеральных демократов, в котором лорд Стрэтклайд получил портфель лидера Палаты лордов и канцлера герцогства Ланкастерского.
7 января 2013 года ушёл в отставку, заявив в письме на имя премьер-министра об усталости после 15 лет пребывания в роли лидера консерваторов в Палате лордов и работы в должности парламентского организатора.